# St. Peter und Paul (Hroznětín)

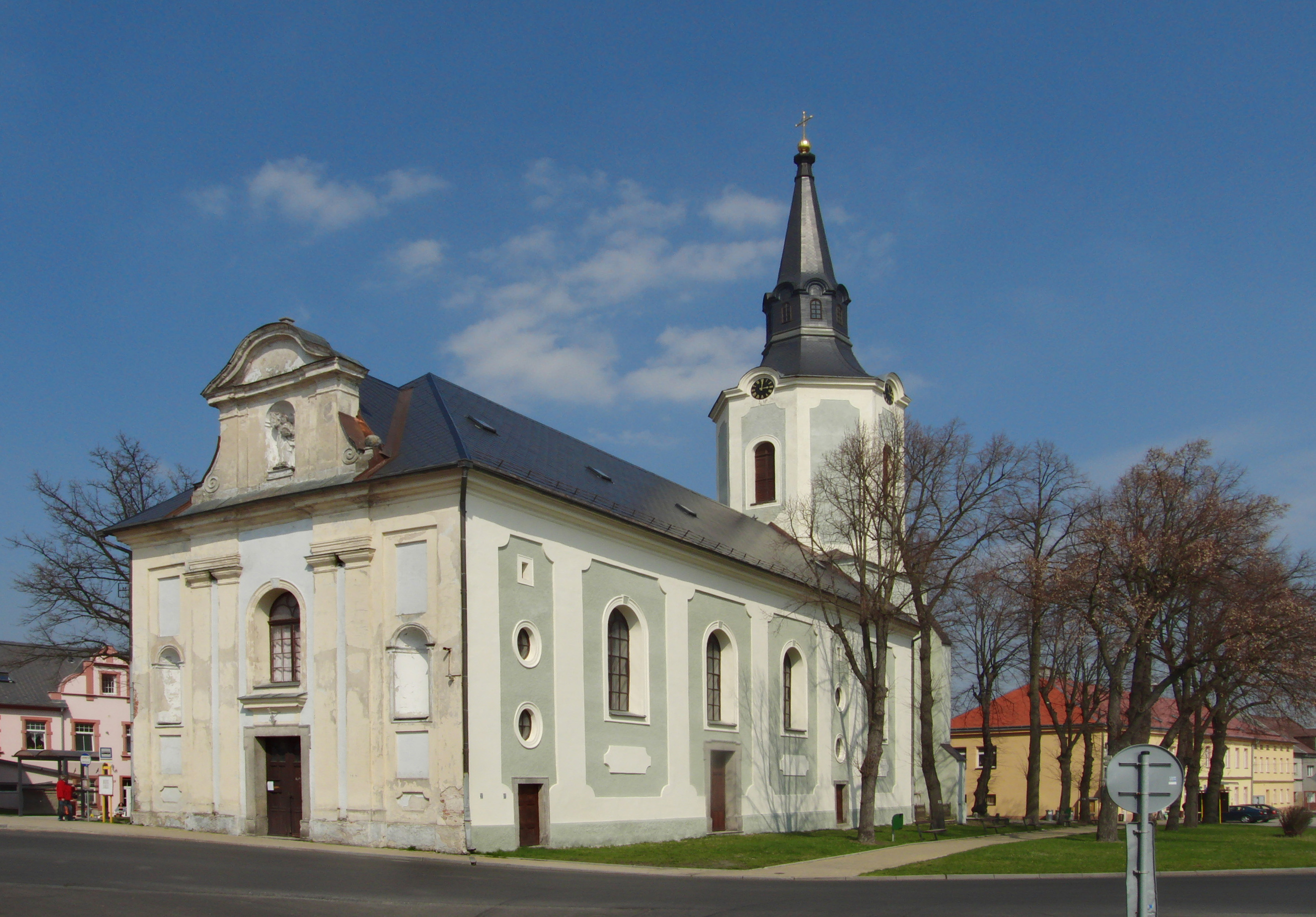
St. Peter und Paul in Hroznětín

Die römisch-katholische Pfarrkirche St. Peter und Paul (tschechisch kostel sv. Petra a Pavla) in der tschechischen Stadt Hroznětín (deutsch Lichtenstadt) ist ein geschütztes Baudenkmal.

## Geschichte

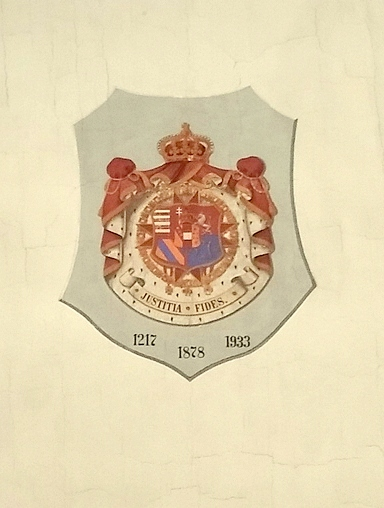
Wappen der Erzherzöge von Österreich-Toskana, darunter die Jahreszahlen 1217 (Gründung), 1878 (Wiederaufbau), 1933 (Restauration)

Die Gründung von Lichtenstadt wird mit dem seligen Hroznata († 1217) in Verbindung gebracht, der 1193 das Stift Tepl gegründet hatte. Ein erstes Gotteshaus wurde möglicherweise zu Beginn des 13. Jahrhunderts vom Kloster Tepl im Ortszentrum von Lichtenstadt erbaut. Das einschiffige Gebäude besaß ein Chor mit Kreuzgewölbe, sowie über dem Altarraum einem prismatischen Turm. 1384 steht der Sakralbau in den Gerichtsbüchern als lucida civitatis. 1413 bestätigte der Prager Erzbischof Konrad nach Gutachten des Tepler Abtes der Kirche ein Kaplan auf immerwährende Zeiten.
Mit der Einführung der Reformation wurde die Kirche evangelisch. 1568 wurde außerhalb des Marktes ein neuer Friedhof angelegt. 1581 war Johannes Macasius aus Villach in Kärnten Pfarrer von Lichtenstadt. Er war zuvor Pfarrer von Platten im Erzgebirge, exilierte zu Zeiten der Gegenreformation nach Kursachsen und starb 1624 in Zwickau. 1592 wurde der Turm nach einem Brand wiederaufgebaut. Nach dem Dreißigjährigen Krieg erfolgte die Wiederaufnahme des katholischen Gottesdienstes. 1643 stürzte der Turm erneut ein. Erst 1678 begann der Wiederaufbau in Form eines achteckigen barocken Glockenturmes durch den Tischlermeister Hans Georg Spaniger. 1684 war der spätere Prager Erzbischof Daniel Ignaz Joseph Meyer der zuvor als Seelsorger in Frühbuß im Erzgebirge fungierte, Pfarrer von Lichtenstadt.
Unter der Amtszeit des Pfarrers Bernhard Heidl erhielt die Kirche von 1732 bis 1734 ihr heutiges barockes Erscheinungsbild. Bauträger war die markgräflich-badische Herrschaft Schlackenwerth, die auch über das Kirchenpatronat verfügte. Die Pläne zum Umbau stammen von einem unbekannten Architekten, Polier war Veit Männl und 1733/34 Leopold Fischer. Weiter am Umbau beschäftigt waren der Bildhauer und Steinmetzmeister Jakob Reitzner aus Neudek, der Schreiner Christoph Müller aus Lichtenstadt, die Zimmerleute Johann Paul Kraus aus Lichtenstadt und Johann Mohr aus Theusing, sowie der Glasmacher Georg Adam Schneider aus Lichtenstadt. Um das ursprüngliche Presbyterium als Sakristei zu verwenden, wurde der gotische Triumphbogen bis auf ein kleineres Portal am Eingang zur Sakristei abgetragen. Das neue Presbyterium wurde am Ende des erweiterten Schiffes errichtet.
1751 ließ man in Eger die Glocke „Mariahilf“ zu Ehren des hl. Johannes von Nepomuk, des hl. Joseph und der hl. Donata gießen und im Turm aufhängen. Bei einem Brand von 1873 wurde die Kirche schwer beschädigt. Bei diesem Ereignis gingen möglicherweise auch die älteren Matriken von Lichtenstadt, die ca. 1650 beginnen, verloren. Den Wiederaufbau unter Verwendung des alten Mauerwerkes leitete Karl Friedrich Richter. Der Innenraum erhielt ein neues Interieur im Stil der Neorenaissance und der Turm vom Glockengießer Adam Pistorius aus Eger neue Glocken. Nach einem Stadtbrand erfolgte 1878 die Neuweihe.
1917 musste das Geläut zu Kriegszwecken abgeliefert werden, nur eine Glocke verblieb im Turm. 1921 schenkte Richard Herold aus Komotau der Kirche eine neue große Glocke. 1930 zählte Lichtenstadt 4047 Katholiken und 103 Nichtkatholiken. 1933 erfolgte eine Restauration. Die große Pfarrei umfasste im Jahr 1939 die Orte Lichtenstadt, Edersgrün, Großenteich, Halmgrün, Langgrün, Ruppelsgrün, Kaff, Lindig, Merkelsgrün, Tiefenbach, Ullersgrün, Salmthal und Wölfling. Letzter deutscher Pfarrer war Georg Stoffl aus Neubäu. Nach der Vertreibung der deutschen Bevölkerung nach 1945 blieb die Kirche unbenutzt und befand sich folglich in einem renovierungsbedürftigen Zustand. 2009 wurden Teile der Außenfassade restauriert und ein neues Dach installiert. Die Region Karlsbad steuerte dazu einen Betrag von 200.000 CZK.

## Beschreibung
Die einschiffige Kirche ist mit einem Walmdach bedeckt. An der Ostseite des Kirchenschiffs befindet sich ein achteckiger Turm, der mit einem Spitzhelm versehen ist. Die Sakristei im Erdgeschoss des Turms, ersetzt das ursprüngliche Presbyterium. Die Hauptfassade der Kirche ist mit einem rechteckigen Eingang und halbkreisförmigen Fenster mit Pilastern und Nischen unterteilt. Über der Fassade befindet sich ein rechteckiger Volutengiebel. Die Längswände der Kirche sind in vier Achsen mit halbkreisförmigen Fenstern gegliedert. Die Sakristei mit Kreuzgewölbe ist durch einen Triumphbogen mit abgeschrägten Ecken vom Presbyterium getrennt. Das Chor ist von einer ovalen Kuppel gewölbt, das Kirchenschiff besitzt eine Flachdecke. Die Innenwände sind durch aufgemalte Säulen mit einem nach oben abschließenden Gesims geschmückt.

## Ausstattung

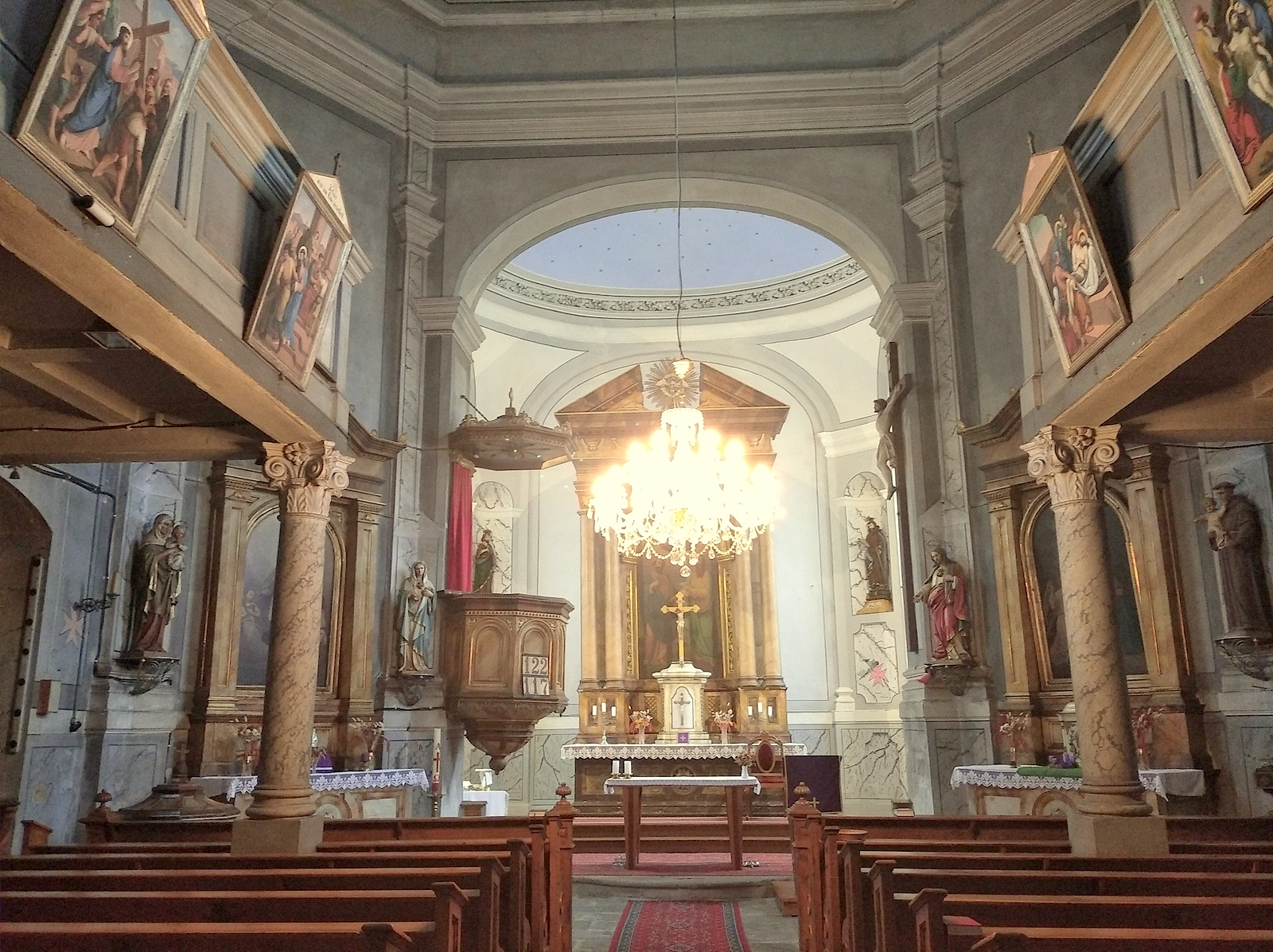
Innenraum

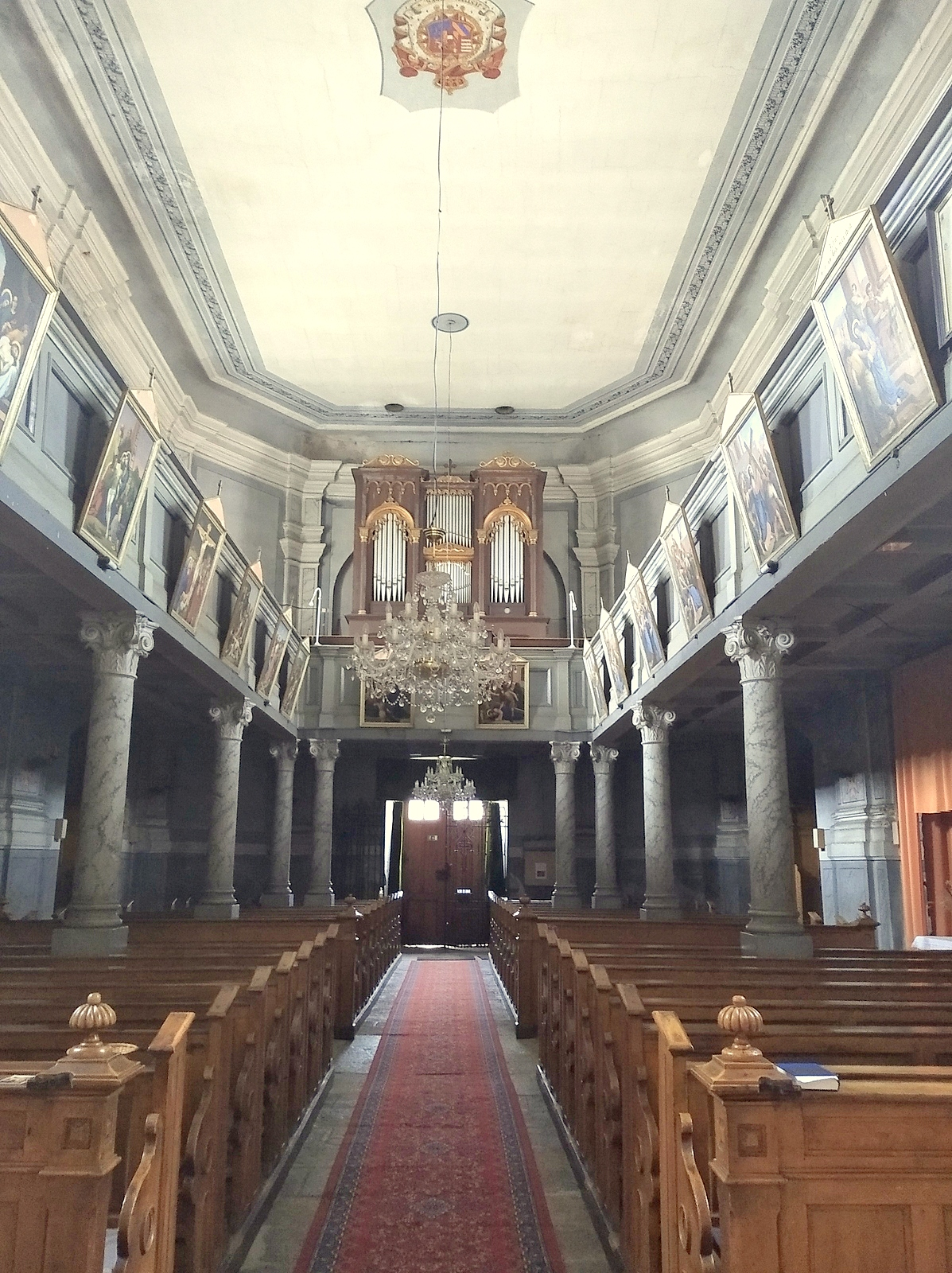
Blick zur Empore

Die ursprüngliche Ausstattung wurde beim Kirchenbrand von 1873 zerstört. Zu ihr gehörten die Werke örtlicher Maler und Bildhauer wie ein großes Kruzifix und ein Heiliges Grab von Wenzel und Karl Lorenz. Einige Heiligenstatuen aus dem 18./19. Jahrhundert ebenfalls von der Künstlerfamilie Lorenz blieben erhalten. Ein mit Engeln und Blumen verzierter silberner Kelch aus dem Jahr 1734 trägt am Rand die Inschrift PaVLVs GrIMb CapItaneVs ALtoVaDI VoVIt in Form eines Chronogramms. Ein weiterer Kelch in pseudogotischer Form von 1892 aus der Werkstatt des Prager Goldschmieds Johann Hirsch trägt die gravierte Inschrift Confirmandi anni 1892 parocho Franzisco Riedel hunc calicem fieri fecerunt.

## Geläut
Im Kirchturm hängt eine Glocke aus dem Jahr 1873 mit einem Durchmesser von 0,58 m und einer Höhe von 0,55 m. Die Glocke ist mit Reliefs von Blattkränzen verziert. Auf dem Mantel der Glocke befindet sich ein Relief der Jungfrau Maria und darunter die Anrufung von ora pro nobis. Auf der gegenüberliegenden Seite des Umhangs steht die Inschrift Fusa in fabrica campanarum Caroli Bellmann filiae Annae Pragae 1873. Die zweite Glocke lieferte Richard Herold aus Komotau 1921, sie trägt die Inschrift Mich goss Richard Herold in Komotau.

## Pfarrsprengel
1775 wurde auf Initiative der Herrschaft in Tüppelsgrün eine Lokalie errichtet. Seit 1784 ist Tüppelsgrün eine eigene Pfarrei. Eingepfarrt waren Kammersgrün und Voigtsgrün. In Langgrün befand sich eine öffentliche Kapelle. Ein Teil von Tiefenbach war zur Pfarrei Schlackenwerth gepfarrt. Ein Teil von Halmgrün und Spittengrün war zur Pfarrei Zettlitz gepfarrt. Ein Teil von Salmthal war zur Pfarrei Bärringen gepfarrt. Zum Pfarrbezirk Lichtenstadt gehörten folgende Ortschaften:
| Name                    | Tschechischer Name |
| ----------------------- | ------------------ |
| Edersgrün               | Odeř               |
| Großenteich             | Velký Rybník       |
| Halmgrün (teilweise)    | Podlesí            |
| Kaff                    | Plešivec           |
| Kammersgrün (bis 1784)  | Lužec              |
| Langgrün                | Dlouhá             |
| Lichtenstadt            | Hroznětín          |
| Lindig                  | Lípa               |
| Merkelsgrün             | Merklín            |
| Ruppelsgrün             | Ruprechtov         |
| Salmthal (teilweise)    | Pstruží            |
| Spittengrün (teilweise) | Nivy               |
| Tiefenbach (teilweise)  | Hluboký            |
| Tüppelsgrün (bis 1784)  | Děpoltovice        |
| Ullersgrün              | Oldříš             |
| Voigtsgrün (bis 1784)   | Fojtov             |
| Wölfling                | Vlčinec            |